# Acraea swinburnei
Acraea swinburnei är en fjärilsart som beskrevs av Stevenson 1940. Acraea swinburnei ingår i släktet Acraea och familjen praktfjärilar. Inga underarter finns listade i Catalogue of Life.